# Sant Bartomeu de la Vall d'Ariet
Sant Bartomeu de la Vall d'Ariet és una església romànica d'Artesa de Segre (Noguera) inclosa a l'Inventari del Patrimoni Arquitectònic de Catalunya.

## Descripció
L'ermita de Sant Bartomeu de la Vall d'Ariet es troba isolada al bell mig de la Vall d'Ariet, enmig d'un conjunt de masos dispersos, propera al nucli de població de la Clua. Es tracta d'un edifici aïllat consistent en una sola nau, coberta amb una volta de canó de perfil apuntat, suportada per dos arcs formers de poc relleu, adossats als murs nord i sud, reforçada per un arc toral, també de perfil apuntat, que arrenca de dues semicolumnes amb capitells geomètrics i àbacs bisellats.
Pel que fa a l'estructura, es tracta d'una església d'una sola nau. L'arc toral i les seves semicolumnes assenyalen l'inici de la capçalera, formada per tres absis semicirculars en trèvol. La volta mostra importants deformacions estructurals, especialment visibles en l'absidiola lateral sud i en el costat de ponent, on es fan paleses importants reparacions (construcció de dos arcs torals de reforç de la volta que alteren els arcs formers).
La façana, mancada d'ornamentació llevat d'un senzill ràfec bisellat, compta amb un aparell de carreus petits, ben tallats i situats en disposició molt ordenada en filades uniformes i regulars. La porta, resolta en arc de mig punt, s'obre a la façana de ponent, que és coronada per un campanar d'espadanya de dos ulls, en el qual s'obre una finestra cruciforme.
L'interior és totalment emblanquinat i no presenta cap resta visible de decoració.
El sostre està cobert per lloses de pissarra.